# Dampiera wellsiana
Dampiera wellsiana är en tvåhjärtbladig växtart som beskrevs av Ferdinand von Mueller. Dampiera wellsiana ingår i släktet Dampiera, och familjen Goodeniaceae. Inga underarter finns listade i Catalogue of Life.